# Денисенко, Сергей (альпинист)
Сергей Денисенко — узбекистанский альпинист, член Федерации альпинизма Узбекистана. В 2021 году удостоен почётного звания «Ўзбекистон ифтихори» («Гордость Узбекистана»), первый узбекистанец, покоривший Эверест с южного склона.

## Биография
Сергей родился в семье альпиниста, его отец покорил несколько высот на Северном Кавказе, Памире, Тянь-Шане, мать работала преподавателем географии. С детства проявлял интерес к горам и к альпинизму. В жизни занимается промышленном альпинизмом.
Денисенко за карьеру поднимался на следующие вершины:
- Ходжа Гур Гур Ота (3720 м)
- Пик Дипломат (2310 м)
- Кызылнура (3267 м)
- Пик Охотничий (3099 м)
- Бабайтаг (3555 м)
- Большой Чимган (3309 м)
- Пик Мера (6 476 м)[2].

11 апреля 2021 года началась его экспедиция к Эвересту совместно с командой «Кулуар» в составе группы Никиты Балабанова, он начал восхождение к вершине. 1 июня альпинист добрался до вершины на Гималайском хребте и установил на ней флаг Узбекистана. Он посвятил своё достижение 30-летию независимости страны. 8 июня президент Узбекистана Шавкат Мирзиёев наградил Сергея Денисенко почётным званием «Ўзбекистон ифтихори» («Гордость Узбекистана»).